# Município de Highland (condado de Muskingum, Ohio)
O município de Highland (em inglês: Highland Township) é um município localizado no condado de Muskingum no estado estadounidense de Ohio. No ano de 2010 tinha uma população de 823 habitantes e uma densidade populacional de 12,59 pessoas por km².

## Geografia
O município de Highland encontra-se localizado nas coordenadas 40° 02′ 44″ N, 81° 46′ 46″ O. Segundo o Departamento do Censo dos Estados Unidos, o município tem uma superfície total de 65.36 km², da qual 65,31 km² correspondem a terra firme e (0,08 %) 0,05 km² é água.

## Demografia
Segundo o censo de 2010, tinha 823 pessoas residindo no município de Highland. A densidade populacional era de 12,59 hab./km².